# Azzedine Lagab
Azzedine Lagab (Arabisch: عز الدين اجاب) (Algiers, 18 september 1986) is een Algerijns wielrenner.

## Carrière
Hij werd in 2008, 2011, 2012, 2014, 2016, 2017, 2018, 2021, 2022 en 2025 Algerijns kampioen tijdrijden en in 2009, 2010, 2012 en 2021 kampioen op de weg bij de elite. Bij de Afrikaanse kampioenschappen wielrennen behaalde hij podiumplaatsen in het tijdrijden (3e in 2018 en 2e in 2019), in de wegwedstrijd (3e in 2010) en in de ploegentijdrit (2e in 2013, 2016, 2017 en 3e in 2018, 2021).

## Belangrijkste overwinningen
2008
Grote Prijs van Tunis
Grote Prijs Banque de l'Habitat
 Algerijns kampioen tijdrijden, Elite
2009
 Algerijns kampioen op de weg, Elite
2010
 Algerijns kampioen op de weg, Elite
2011
Trophée Princier
 Algerijns kampioen tijdrijden, Elite
2e etappe Ronde van Algerije
Eindklassement Ronde van Algerije
Circuit d'Alger
2e en 5e etappe Ronde van Burkina Faso
2012
5e etappe Ronde van Algerije
1e etappe Kwita Izina Tour
 Algerijns kampioen tijdrijden, Elite
 Algerijns kampioen op de weg, Elite
 Arabisch kampioen op de weg, Elite
2013
 Arabisch kampioen ploegentijdrijden, Elite met Fayçal Hamza, Youcef Reguigui, Abdelmalek Madani)
 Arabisch kampioen tijdrijden, Elite
5e en 7e etappe Ronde van Rwanda
2014
1e etappe Ronde van Blida
Puntenklassement Ronde van Blida
1e etappe Ronde van Constantine
Circuit d'Alger
 Algerijns kampioen tijdrijden, Elite
1e etappe Ronde van Al Zubarah
Eindklassement Ronde van Al Zubarah
2015
Eind- en bergklassement Ronde van Oranie
1e etappe Ronde van Annaba
Omloop van Constantine
2016
6e etappe Ronde van Senegal
 Algerijns kampioen tijdrijden, Elite
10e etappe Ronde van Burkina Faso
2017
 Algerijns kampioen tijdrijden, Elite
2018
Eindklassement Ronde van Algerije
 Algerijns kampioen tijdrijden, Elite
1e en 8e etappe Ronde van Rwanda
2019
1e etappe GP Chantal Biya
Eindklassement GP Chantal Biya
2021
 Algerijns kampioen tijdrijden, Elite
 Algerijns kampioen op de weg, Elite
Grand Prix Velo Erciyes
2022
 Algerijns kampioen tijdrijden, Elite
Bergklassement GP Chantal Biya
2023
4e etappe La Tropicale Amissa Bongo
 Afrikaans kampioen ploegentijdrijden, Elite
Bergklassement Ronde van Yigido
2024
1e etappe Ronde van Benin
2025
Grand Prix Sonatrach
 Algerijns kampioen tijdrijden, Elite

## Resultaten in voornaamste wedstrijden
|      | \| Jaar \| \| WK op de weg \| \| ---- \| \| ------------ \| \| 2014 \| \| opgave \| \| 2016 \| \| opgave \| |              |
| Jaar | | WK op de weg |
| 2014 | | opgave       |
| 2016 | | opgave       |

## Ploegen
- 2009 –  Doha Team
- 2011 –  Groupement Sportif Pétrolier Algérie
- 2012 –  Groupement Sportif Pétrolier Algérie
- 2013 –  Groupement Sportif Pétrolier Algérie
- 2014 –  Groupement Sportif des Pétroliers Algérie
- 2015 –  Groupement Sportif des Pétroliers Algérie
- 2016 –  Groupement Sportif des Pétroliers Algérie
- 2018 –  Groupement Sportif des Pétroliers Algérie
- 2019 –  VIB Sports
- 2020 –  Groupement Sportif des Pétroliers Algérie
- 2021 –  Bike Aid (vanaf 8 augustus)
- 2023 –  Mouloudia Club d'Alger
- 2024 –  Madar Pro Cycling Team
- 2025 –  Madar Pro Cycling Team

Abduljanan · Al Bourdainy · Al Moraqab · Alawi · M. Bani Hammad · Y. Bani Hammad · Belhani · Ben Hassine · Chtioui · Esmaeili · Hannachi · Hasanin · Lagab · Madani · Said · Shekhoni
Ben Youcef · Bennabi · Faid · Lagab · Madani · Reguigui · Salah · Tamarente · Tchambaz
Ben Youcef · Bennabi · Charif · Hannachi · Kessi · Lagab · Lallouchi · Madani · Reguigui · Tamarente · Tchambaz
A.Belmokhtar · B.Belmokhtar · Ben Youcef · Bourezza · M.Hamza · Hannachi · Kessi · Lagab · Lallouchi · Madani · Tamarente · Abden.Yahmi
A.Belmokhtar · B.Belmokhtar · Ben Youcef · Bennabi · Bourezza · Droueche · Hamza · Hannachi · Karrar · Lagab · Lallouchi · Madani · Saada · Abdel.Yahmi · Abden.Yahmi
Belmokhtar · Ben Youcef · Fellah · Hadjbouzit · Hamza · Koriche · Lagab · Lallouchi · Lounis · Sassane